# The Vegas Job
The Vegas Job es un DVD del grupo británico The Who, publicado por Passport Entertainment en noviembre de 2006. El DVD recoge el concierto ofrecido por el grupo el 29 de octubre de 1999 en Las Vegas, Nevada, durante la celebración inaugural de la empresa punto com Pixelon. El concierto iba a ser emitido vía internet por la compañía y visto por millones de espectadores, pero en su lugar, solo fue visto por la gente que acudió al concierto hasta su lanzamiento en DVD. El video fue certificado como disco de oro en Canadá tras vender 5 000 copias en el país.
El DVD incluyó como contenido extra varias entrevistas a Roger Daltrey y John Entwistle, la historia detrás del fiasco de Pixelon, y entrevistas con gente del público antes del comienzo el concierto.

## Lista de canciones
1. "I Can't Explain"
2. "Substitute"
3. "Anyway, Anyhow, Anywhere"
4. "Pinball Wizard"
5. "See Me, Feel Me"
6. "Baba O'Riley"
7. "My Wife"
8. "5.15"
9. "Behind Blue Eyes"
10. "Who Are You"
11. "Magic Bus"
12. "Won't Get Fooled Again"
13. "The Kids Are Alright"
14. "My Generation"